# Piet Jong

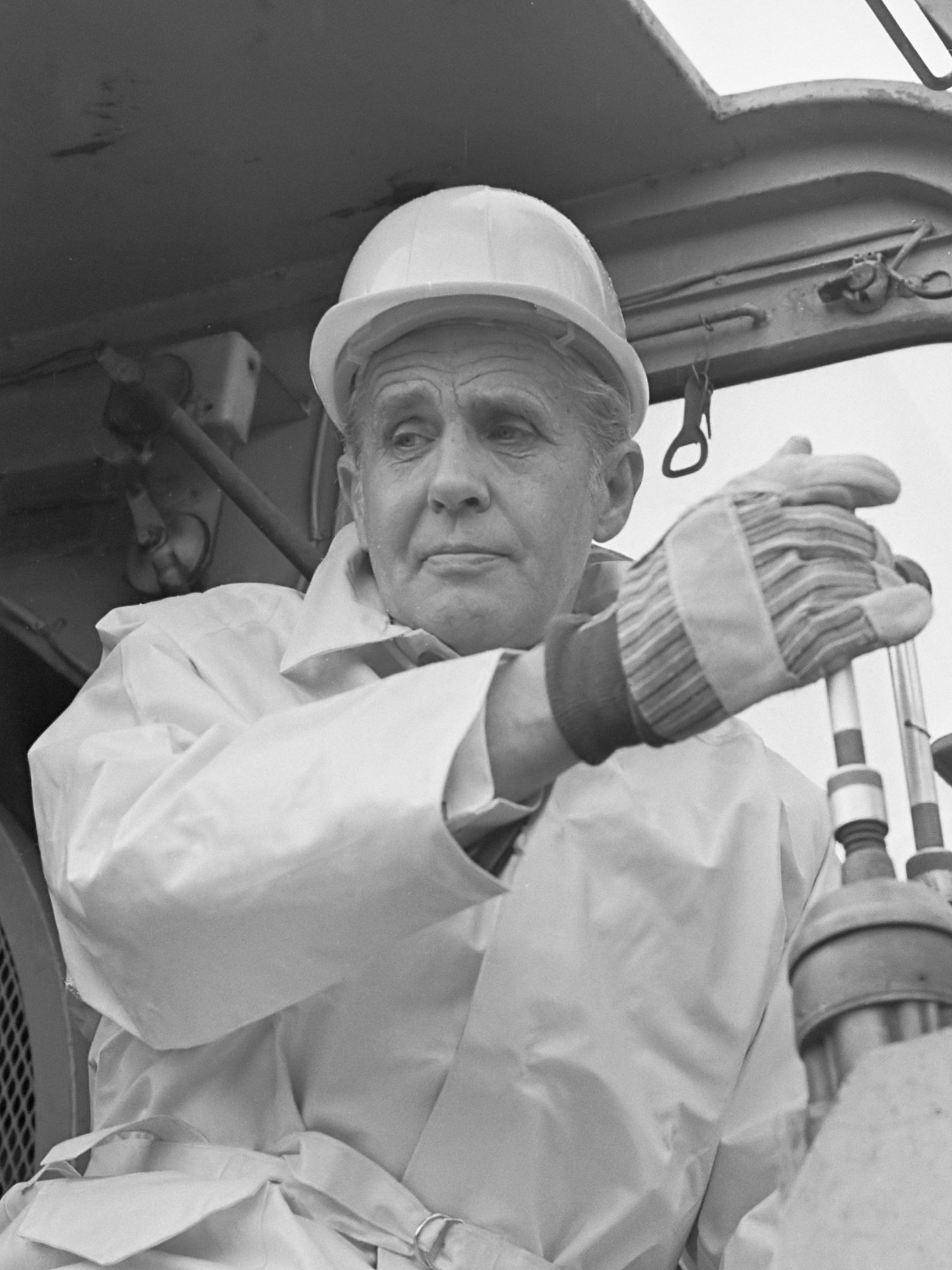
Piet Jong slaat de eerste paal voor het combinatiegebouw Politie, Brandweer en GGD in Amsterdam Buitenveldert (1974)

Pieter Albertus (Piet) Jong (Bussum, 25 oktober 1914 – Schagen, 11 juni 2010) was van 1966 tot 1974 de hoofdcommissaris van Amsterdam.
In 1940 ging hij als surnumerair bij de Amsterdamse politie werken waar hij als inspecteur-wachtcommandant geplaatst werd bij het bureau Marnixstraat. In het voorjaar van 1943 werd hij naar de politieofficierschool in Apeldoorn gestuurd. Toen hij daar later dat jaar weigerde de Hitlergroet te brengen volgde ontslag en werd hij in kamp Vught opgesloten. Na de Tweede Wereldoorlog keerde hij terug bij de Amsterdamse politie waar hij adjudant werd van hoofdcommissaris Kaasjager. Hierna was hij actief bij de recherchedienst, waar hij in 1962 chef werd. In 1966 volgde hij hoofdcommissaris Hendrik Jan van der Molen op nadat die 'eervol' ontslagen was na de rookbom bij het huwelijk van toenmalig kroonprinses Beatrix met de Duitser Claus op 10 maart en het bouwvakkersoproer en de bestorming van het Telegraafgebouw op 14 juni van datzelfde jaar. Zijn twee voorgangers die vanaf 1946 leiding hadden gegeven aan de Amsterdamse politie, Kaasjager en Van der Molen, waren beiden afkomstig van de Koninklijke Marechaussee. Met Piet Jong had het Amsterdamse korps vanaf 1966 weer een hoofdcommissaris die voortkwam uit de eigen organisatie.
De meest opvallende actie van Piet Jong als hoofdcommissaris was op 25 augustus 1970, toen hij de mobiele eenheid inzette tegen 'de Jantjes'. Deze mariniers verjoegen op eigen initiatief en op hardhandige wijze Damslapers bij het Nationaal Monument op de Dam.
In november 1974 ging hij met pensioen, waarna hij werd opgevolgd door Theo Sanders.